# Nephtys oculata
Nephtys oculata är en ringmaskart som beskrevs av Hartmann-Schröder 1962. Nephtys oculata ingår i släktet Nephtys och familjen Nephtyidae. Inga underarter finns listade i Catalogue of Life.